# Fundación Aguilar y Eslava
La Fundación Aguilar y Eslava es una institución de titularidad privada radicada en Cabra (Córdoba), España. Su objetivo es cumplir la voluntad establecida en 1679 por el fundador, Luis de Aguilar y Eslava, en su testamento: contribuir a mejorar la educación de los jóvenes en esta ciudad. Está dirigida por un Patronato presidido por Salvador Guzmán Moral, en cuya Junta participan diversas instituciones locales.
La Fundación "Aguilar y Eslava” (antiguo Real Colegio de la Purísima Concepción de Cabra) fue declarada de beneficencia particular docente por Real Orden de 19 de noviembre de 1917 (Gaceta de Madrid de 12 de diciembre de 1917, núm. 546) y así consta en el Registro del Servicio de Recursos y Fundaciones de la Consejería de Educación y Ciencia de la Junta de Andalucía.
Sus finalidades fundacionales actuales son las de beneficiar a la comunidad educativa en general. Pertenece a la Asociación nacional para la defensa del patrimonio de los Institutos históricos, como miembro fundador, actuando su presidente como secretario de dicha asociación. En febrero de 2019 recibe la Medalla de Andalucía por su trayectoria.

## Patrimonio
Es titular de bienes y propiedades constituidas con los fondos fundacionales y posteriores donaciones:
- Museo Aguilar y Eslava, inaugurado en 2007, era una de las mayores aspiraciones de la Fundación para exponer sus fondos históricos, artísticos y científicos que se llevan coleccionando durante siglos.
- Instalaciones del IES Aguilar y Eslava, centro público dependiente de la Junta de Andalucía, con el que comparte sede. La propiedad del histórico edificio con más de 300 años de historia, pertenece a la fundación desde su adquisición en el año de 1689, conservando en su archivo histórico copia de las escrituras originales de compraventa.
- El Centro de Estudios y Documentación "Manuel Vargas y Alcalde" y su respectivo oratorio dedicado a la Purísima Concepción, que fue abierto en 2018 para cumplir el testamento del fundador.[3] En la planta primera alberga el Archivo y Biblioteca históricos Aguilar y Eslava, donde se custodian buena parte de los documentos entre los siglos XVI y XX, así como el fondo de la Biblioteca histórica con ejemplares editados entre los siglos XVI y XIX. Tanto en la página Censo Guía de los Archivos de España, del Ministerio de Cultura (PARES) como en la Red de Centros de Documentación y Bibliotecas Especializadas de Andalucía (Red IDEA) se puede acceder a información sobre la documentación del archivo y biblioteca históricos Aguilar y Eslava.

- En la zona conocida como Campo Chico, en la Avenida González Meneses, que fue parte de la donación realizada a la fundación por el antiguo rector y director Manuel Vargas y Alcalde, sobrino del fundador en 1886, existió en su día un jardín botánico y un campo de deportes. Actualmente, por las cesiones realizadas con el Ayuntamiento de Cabra, se utiliza como aparcamiento y en ocasiones extraordinarias para acoger circos itinerantes.[4] La fundación conserva una parte de dicho solar como zona urbana y otra destinada a equipamiento cultural privado, pendiente de desarrollo en ambos casos.

- Es titular de la marca La Opinión de Cabra, que nació como medio de comunicación fundado en 1912, decano de la prensa local, que edita una revista periódica y un informativo diario digital, La Opinión de Cabra. así como La Opinión Cofrade, dedicado a información religiosa y cofrade. La cabecera fue donada por el que fuera presidente de la Fundación, Manuel Mora Mazorriaga en 2002.[5]

## Museo Aguilar y Eslava / Museo de la Pasión
Una de las actividades más importantes que realiza la fundación, junto a otras muchas que se llevan a cabo durante todo el año, es la de mantener y dinamizar el Museo Aguilar y Eslava y el Museo de la Pasión. En parte del histórico edificio y en lo que fueron dependencias del antiguo Real Colegio, cerrado en los años 70 del siglo XX, la fundación creó una serie de salas para albergar la colección patrimonial, artística y pedagógica que ha ido atesorando a lo largo de los siglos. Fruto de la colaboración con otras administraciones pero especialmente gracias al legado Vargas y Alcalde, la fundación ha podido ir acometiendo una serie de reformas y mejoras destinadas a la ubicación del museo dentro de los parámetros museísticos que se han tenido en cuenta en el proyecto que se puso en marcha en 2007. 
El Decreto 284/1995, de 28 de noviembre, aprobaba el Reglamento de Creación de Museos y de Gestión de Fondos Museísticos de la Comunidad Autónoma de Andalucía, y establecía en el artículo 9 que en el Registro de Museos de Andalucía se inscribirán todos los Museos radicados en el territorio de la Comunidad Autónoma, cualquiera que sea su titularidad. De acuerdo con esta disposición y en cumplimiento del artículo 5.3 de la Ley 2/1984, de Museos de Andalucía, y en atención a lo que en materia de Patrimonio Histórico confiere el Decreto 4/1993, de 26 de enero por el que se aprueba el Reglamento de Organización Administrativa del Patrimonio Histórico de Andalucía, y el Decreto 333/1996, de 9 de julio, por el que se modifica el Decreto 259/1994, de 13 de septiembre, de Estructura Orgánica Básica de la Consejería de Cultura, con fecha 9 de enero de 2003, la Directora General, Mª del Mar Villafranca Jiménez resolvió incluir el MUSEO AGUILAR Y ESLAVA  en la relación de los museos andaluces inscritos y anotados preventivamente en el Registro de Museos de Andalucía en el año 2002. Así nacía en 2007 el MUSEO AGUILAR Y ESLAVA, una institución cultural que expone para su conocimiento y disfrute, y de forma permanente, el legado histórico y artístico de un centro de enseñanza tricentenario, como fue el Real Colegio de la Purísima y luego su Instituto, y que abre sus puertas a nuevos proyectos culturales y artísticos en consonancia a los tiempos que discurren.
En abril de 2013, el Boletín Oficial de la Junta de Andalucía (BOJA) publicaba la inscripción definitiva -y por tanto el reconocimiento del MUSEO AGUILAR Y ESLAVA de Cabra (Córdoba)- en el Registro oficial de Museos de Andalucía. De esta forma el museo vio reconocida su importancia y garantizado su futuro, lo que supuso la consolidación como institución cultural asociada a la fundación e instituto histórico “Aguilar y Eslava”. Su capacidad como agente transformador de su entorno urbano, espacial y cultural ha provocado un reconocimiento social, contando con recursos e infraestructuras propias, además del apoyo imprescindible que realiza el Ayuntamiento de Cabra por medio de un convenio para poder desarrollar la actividad y apertura.

## Actividades
Participa en muchas de las actividades del IES Aguilar y Eslava.
- Apertura oficial de curso: Destacados conferenciantes e ilustres personalidades han dictado la lección inaugural de cada año escolar. El Presidente de la República, Niceto Alcalá-Zamora, lo hizo en 1932 de modo oficial para toda España.
- Entrega de los Premios de Investigación Aguilar y Eslava. Su primera entrega se realizó en 2001.[6]
- Actividades en honor de la Inmaculada Concepción: nombramiento de colegiales de honor y alumnos beneméritos, entrega de diplomas a alumnos destacados, convivencias de antiguos alumnos.
- Actividades culturales: presentaciones de libros, exposiciones, conciertos.
- Celebración de acto de graduación para alumnos de último curso de Bachillerato y Formación profesional.[7]